# Bavayia goroensis
Bavayia goroensis — вид геконоподібних ящірок родини диплодактилідів (Diplodactylidae). Ендемік Нової Каледонії.

## Поширення і екологія
Bavayia goroensis відомі за кількома зразками, зібраними в регіоні Плен-де-Лак на півдні Нової Каледонії. Вони живуть в чагарникових заростях і у вологих тропічних лісах, на висоті від 200 до 300 м над рівнем моря. Ведуть нічний, деревний спосіб життя.

## Збереження
МСОП класифікує цей вид як такий, що перебуває під загрозою зникнення. Bavayia cyclura загрожує знищення природного середовища і хижацтво з боку інтродукованих мурах Wasmannia auropunctata.